# کولی (آگولسکی)
کولی (به لاتین: Kuli) یک منطقهٔ مسکونی در روسیه است که در شهرستان آگولسکی واقع شده‌است.